# Polowangi
Polowangi is een bestuurslaag in het regentschap Purworejo van de provincie Midden-Java, Indonesië. Polowangi telt 343 inwoners (volkstelling 2010).